# Ispoure
Ispoure (baskisch Izpura) ist eine französische Gemeinde mit 671 Einwohnern (Stand 1. Januar 2022) im Département Pyrénées-Atlantiques in der Region Nouvelle-Aquitaine (vor 2016: Aquitanien). Die Gemeinde gehört zum Arrondissement Bayonne und zum Kanton Montagne Basque (bis 2015: Kanton Saint-Jean-Pied-de-Port).
Die Einwohner werden Izpurar genannt.

## Geographie
Ispoure liegt ca. 55 km südöstlich von Bayonne und in unmittelbarer Nachbarschaft von Saint-Jean-Pied-de-Port im historischen Landstrich Pays de Cize (baskisch Garazi) der historischen Provinz Nieder-Navarra im französischen Teil des Baskenlands.
Die höchste Erhebung im Gebiet der Gemeinde ist der Pic d’Arradoi (660 m).
Umgeben wird Ispoure von den Nachbargemeinden:
|            | Ossès                                       | Jaxu                |
| Ascarat    | Kompassrose, die auf Nachbargemeinden zeigt | Saint-Jean-le-Vieux |
| Uhart-Cize | Saint-Jean-Pied-de-Port                     |                     |

Ispoure liegt im Einzugsgebiet des Flusses Adour. Einer seiner Nebenflüsse, die Nive, markiert die westliche Grenze zur Nachbargemeinde Ascarat. Der Laurhibar, ein Zufluss der Nive, fließt an der südlichen Gemeindegrenze zur Nachbargemeinde Saint-Jean-Pied-de-Port entlang. Der Ruisseau Arzuby, ein Nebenfluss des Laurhibar, durchströmt das Gemeindegebiet, der Pagolako Erreka entspringt und mündet in die Nive auf dem Gebiet der Gemeinde.

## Geschichte
Die Gemeinde wurde im 13. Jahrhundert erstmals in den Schriften erwähnt, im 14. Jahrhundert zählte man ungefähr zwanzig Adelshäuser in Ispoure. Das bekannteste ist das Haus Larrea, das einer Familie gehörte, die den Königen von Navarra, anschließend der Königin Jeanne d’Albret nahestand, für die sie in den Hugenottenkriegen im 16. Jahrhundert Partei ergriff. Von 1566 bis zur Französischen Revolution bekleideten die Larreas dank ihrer Verbindungen das Amt des Kastellans in Saint-Jean-Pied-de-Port. 1724 wurde Ispoure vom französischen König Ludwig XV. zum Baronat zugunsten von Pierre de Larrea erhoben.
Die Pfarrgemeinde von Ispoure hatte das Priorat von Madeleine in Saint-Jean-le-Vieux als Filialgemeinde, das zur Abtei der Prämonstratenser in Lahonce gehörte.
Toponyme und Erwähnungen von Ispoure waren:
- Yzpura (1264),
- Yzpure (1366),
- Yspore de la terre de Sisie (1472, Notare von Labastide-Villefranche),
- Ixpura (1513, Urkunden aus Pamplona),
- Yxpura (1621, nach Martin de Viscay),
- Sanctus Laurentius d’Ispoure (1685, Manuskripte des Bistums Bayonne) und
- Ispoure (1750, Karte von Cassini).[6][7][8]

### Wappen

Wappen von Ispoure

Die Gemeinde trägt das Wappen seit 1997, das sich nach Guy Ascarat, Heraldiker und Historiker, folgendermaßen interpretieren lässt.
Das Wappen ist vom Wappen der Familie Eliceiry de Lantabat abgeleitet. Der Rabe wurde durch eine Taube in diesem Wappen ersetzt. Die Familie erlangte die Grundherrschaft von Ispoure im 18. Jahrhundert
durch eine Heirat von Pierre II. d’Eliceiry mit Marie d’Ainciondo, der Erbin der Grundherrschaft. Angehörige der Familie blieben Grundherrn bis zur Revolution.
Der Baum symbolisiert die Kraft und die Unverwundbarkeit in seinem Kampf gegen die Elemente. Die Idee von Haltbarkeit und Unsterblichkeit ist verknüpft mit der regelmäßigen Erneuerung. Die Taube ist ein Attribut des Geistes, der den Baum des Lebens verlässt und zum Himmel gelangt.

### Einwohnerentwicklung
Vom Beginn der Aufzeichnungen während der Französischen Revolution stieg die Zahl der Einwohner bis zur Mitte des 19. Jahrhunderts auf ein Niveau von rund 550. Anders als bei den meisten ländlichen Gemeinden setzte in dieser Zeit keine Landflucht ein, die Gemeinde wuchs bis zu den 1960er Jahren auf 734 Einwohner. Daraufhin sank die Zahl der Einwohner bis kurz nach der Jahrtausendwende auf rund 600, bis sie in den letzten Jahren wieder eine steigende Tendenz aufwies.
| Jahr      | 1962 | 1968 | 1975 | 1982 | 1990 | 1999 | 2006 | 2009 | 2022 |
| --------- | ---- | ---- | ---- | ---- | ---- | ---- | ---- | ---- | ---- |
| Einwohner | 734  | 707  | 685  | 671  | 674  | 618  | 602  | 602  | 671  |

## Kultur und Sehenswürdigkeiten

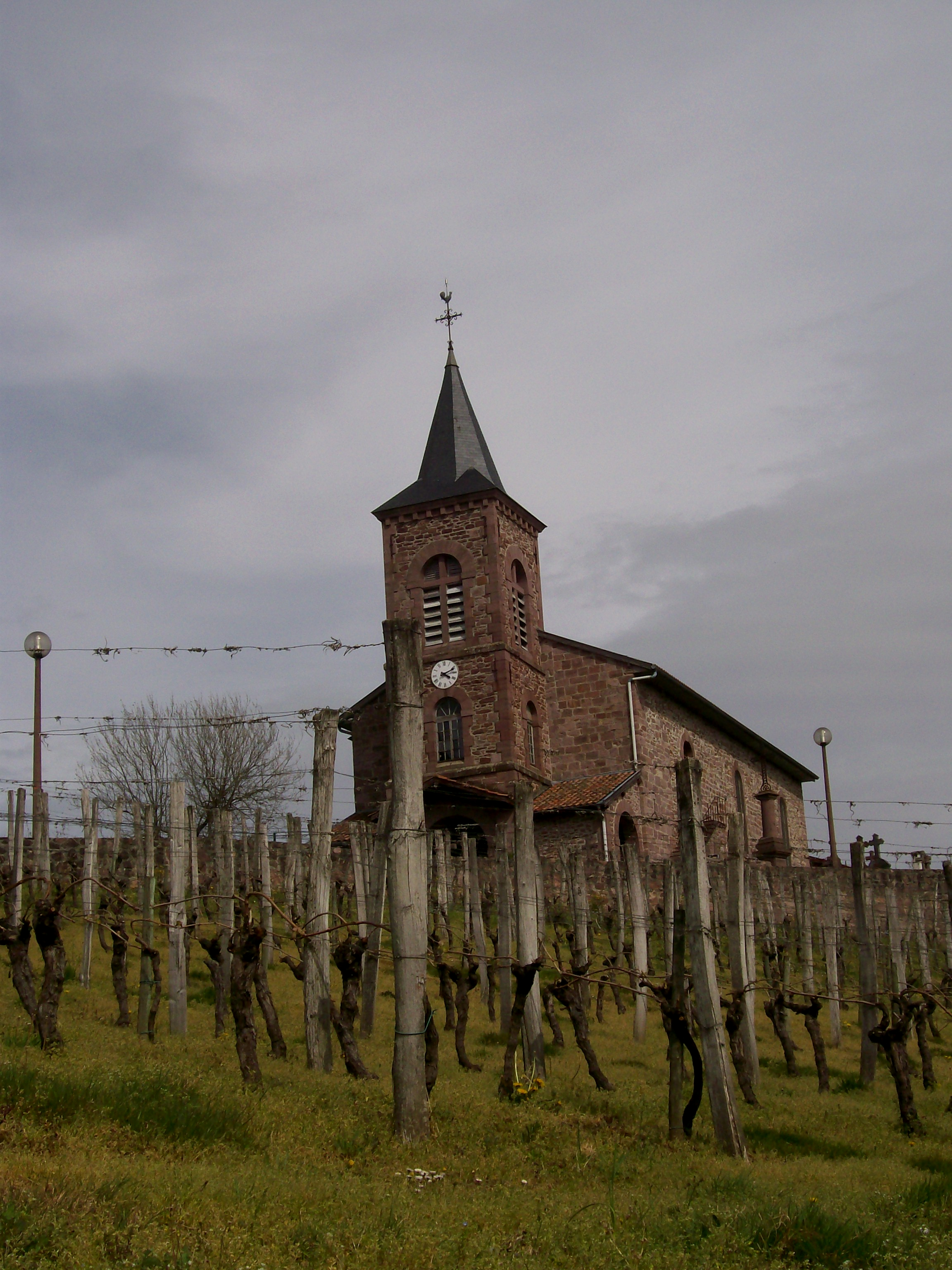
Pfarrkirche Saint-Laurent von Ispoure

- Pfarrkirche von Ispoure, gewidmet Laurentius von Rom. Ihr Bau könnte bis in das Mittelalter zurückgehen. Ihr hohes Alter wird durch die Verwendung von Sandsteinblöcken mittlerer Größe in den Außenwänden des Langhauses und einer schmalen und hohen Öffnung in der südlichen Wand bescheinigt. Im Laufe des 19. Jahrhunderts wurden bedeutende Umbauarbeiten vorgenommen. Gegen 1875 wurde die Apsis neu gebaut, 1876 wurden Bleiglasfenster eingesetzt, Werke des Glasmalers Gustave Pierre Dagrant aus Bordeaux. Der Glockenturm als Eingangsvorbau wurde 1898 errichtet, wie die entsprechende Jahreszahl auf der Inschrift auf dem Bogen über dem Eingang des Vorbaus belegt. 1873 wurde eine Gruft unter der Außentreppe angelegt. 1902 wurden weitere Bleiglasfenster installiert, dieses Mal Werke des Glasmalers Louis Saint-Blancat aus Toulouse. Der Langbau birgt ein einzelnes Kirchenschiff und wird abgeschlossen durch eine polygonale Apsis und einem dreigeschossigen Glockenturm mit einem polygonalen, mit Schiefer gedecktem Helm. Eine Sakristei ist an der Nordseite der Kirche angebaut. Das Langhaus ist im Innern mit einem falschen Tonnengewölbe bedeckt, der Chor mit einem falschen Kreuzrippengewölbe. Eine gerade, gemauerte Außentreppe führt zu den Emporen im Innern, deren Plätze wie bei den meisten baskischen Kirchen traditionell den Männern während einer Messe vorbehalten sind.[12][13]

- Schloss von Larrea. Die Familie Larrea wurde bereits im 13. Jahrhundert in den Schriften erwähnt und stammt ursprünglich aus der Provinz Gipuzkoa im spanischen Baskenland. In der Liste der Haushalte des Königreichs Navarra wird der Adelssitz der Familie 1366 und 1412 erwähnt. Der Bau des heutigen Schlosses als Umbau des früheren Festen Hauses geht vermutlich auf den Beginn des 16. Jahrhunderts zurück. Die Fensteröffnungen des östlichen Flügels datieren aus diesem Zeitraum. Das Schloss ist auf der Karte von Cassini von 1750 eingezeichnet. Im Laufe des 18. Jahrhunderts wurde ein Gebäude an der Nordseite hinzugefügt, in dem die Empfangszimmer mit Täfelung und Stuck am Ende des 18. Jahrhunderts eingerichtet wurden. Im 19. und im 20. Jahrhundert wurde das Schloss restauriert. Zugemauerte Schießscharten sind oberhalb des Fußbodens in der ersten Etage an der inneren Südwand zu bemerken. Das zweigeschossige Schloss zeigt einen rechteckigen Grundriss und ist mit zwei Rundtürmen an der südwestlichen Gebäudeecke und an der östlichen Wand ausgestattet. An dem östlichen Turm sind Scharten für Feuerwaffen sichtbar. Über dem Eingang in Rundbogenform befinden sich drei Sprossenfenster mit hervorspringender Fensterbank und mit Stäben verziert. In der Nähe des Schlosses befindet sich ein ehemaliger Bauernhof mit einem Stall und Heuboden im hinteren Teil des Wohngebäudes.[14][15][8]

- Haus Laustaunea. Es wurde 1366 und 1388 als Adelssitz in den Schriften erstmals erwähnt und vermutlich am Ende des 13. oder zu Beginn des 14. Jahrhunderts als Festes Haus errichtet, um die Grenzen der Pays de Cize zu verteidigen. Im Laufe des 19. Jahrhunderts verlor es die beiden oberen seiner vermutlich vier Stockwerke. Weil im Übrigen keine größeren Umbauten durchgeführt wurden, bewahrte es seinen Charakter als Festes Haus mit einer Mauerdicke von 1,5 m und zahlreichen Schießscharten. Im 19. Jahrhundert wurde eine Öffnung für eine Toreinfahrt in die Nordwand gebrochen, um das Heu einfahren zu können. Vermutlich im gleichen Zeitraum wurde ein Haus als östliche Verlängerung des mittelalterlichen Gebäudes angebaut. Gemäß der Legende wurde das Haus Laustaunea von Laminaks, wohltätige Wichtel der baskischen Mythologie, in einer einzigen Nacht gebaut. Obwohl es unbewohnt nur als Schuppen verwendet wird, ist das Haus Laustaunea als nationales Kulturgut registriert.[16][17]

- Saal Faustin Bentaberry, Stätte der Begegnung und zahlreicher Veranstaltungen.[18]

## Wirtschaft und Infrastruktur

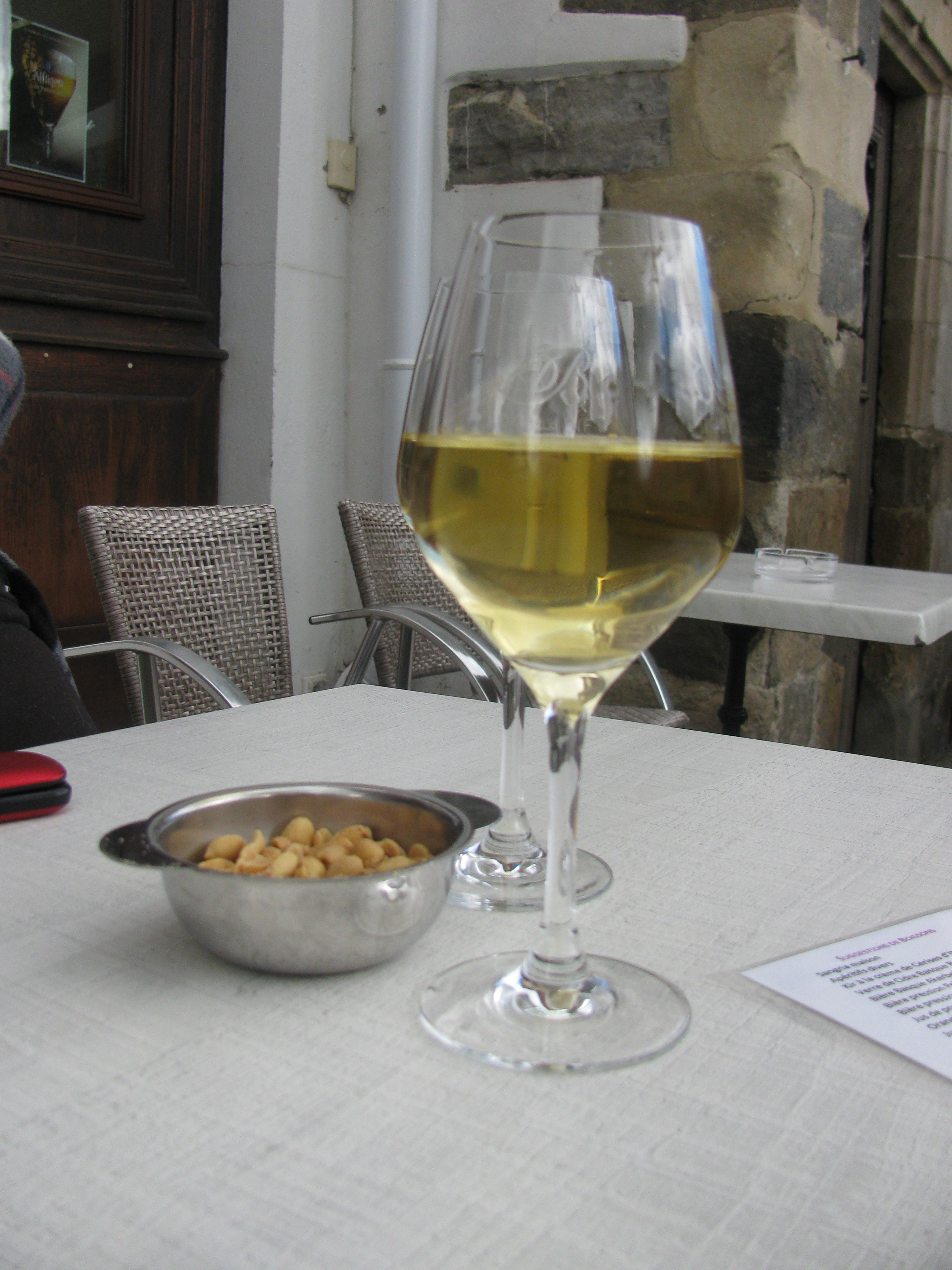
AOC Irouléguy blanc

Die Fondation Luro betreibt ein Klinikum und ein Altersheim in Ispoure.
Die Gemeinde liegt in den Zonen AOC des Weinbaugebiets Irouléguy, des Ossau-Iraty, eines traditionell hergestellten Schnittkäses aus Schafmilch, sowie der Schweinerasse und des Schinkens „Kintoa“.

### Sport und Freizeit
Der 7 km lange Rundwanderweg mit leichtem Schwierigkeitsgrad „Le pic d’Arradoy“ führt von der Orientierungstafel und dem Parkplatz Harrigibeleta auf den Pic d’Arradoi. Der ebenfalls 7 km langer Rundwanderweg „Etchaine“ mit leichtem Schwierigkeitsgrad führt vom Rathaus von Ispoure durch die Weinbergterrassen mit Möglichkeit zur Kombination mit dem Wanderweg auf den Pic d’Arradoi.

### Bildung
Die Gemeinde verfügt über eine öffentliche Grundschule mit 45 Schülerinnen und Schülern im Schuljahr 2016/2017.

### Verkehr
Ispoure ist erreichbar über die Routes départementales 22 und 933 (ehemalige Route nationale 133).

## Persönlichkeiten
- Faustin Bentaberry, geboren 1869 in Ispoure, gestorben am 21. Februar 1936 in Antignac (Haute-Garonne), war baskischer Musiker, Tänzer und Choreograf.
- François Maitia, geboren am 21. September 1952 in Ispoure, ist Mitglied der Parti socialiste, war Bürgermeister der Gemeinde von 1983 bis 2004, Mitglied des Départementrats des Département Pyrénées-Atlantiques von 2004 bis 2015, Träger des Ritterkreuzes des Ordre national du Mérite und der Ehrenlegion.